# Kia Joice
Kia Joice (type MT) var en MPV fremstillet af Kia Motors mellem august 1999 og marts 2003. På nogle asiatiske markeder blev modellen solgt som Kia Carstar.

## Generelt
Joice blev præsenteret på biludstillingen i Seoul i marts 1999. Bilen var den første mellemklasse-MPV med syv siddepladser fra den koreanske fabrikant og ved præsentationen ligeledes den første bilmodel, som kom på markedet efter fusionen med Hyundai Motor Company. Joice havde et varebilsagtigt design, men ved hjælp af blandt andet en forkromet kølergrill lykkedes det at lave en tilstrækkeligt tidssvarende linjeføring. Som følge af sit kasseformede karrosseri havde Joice syv siddepladser fordelt på tre sæderækker i konfigurationen 2 − 3 − 2. Bilen havde en luftmodstandskoefficent på 0,40. Bagagerummet kunne ved at klappe den bageste sæderække frem udvides fra 210 til 1750 liter. Tanken kunne rumme 60 liter brændstof.
Kabinen var udstyret med materialer af middelgod kvalitet, men kunststofdelene var så godt monteret at forskydninger og derved opstående knirkelyde kunne elimineres. Den anden sæderække var konstrueret således, at den let kunne afmonteres eller laves om til et bord. Instrumenterne var indirekte belyst i grøn og kunne nemt aflæses. Der var også monteret højdemåler, kompas og barometer. De vigtigste betjeningselementer til radio og klimaanlæg var monteret på midterkonsollen.
Joice var ligesom Hyundai Santamo bygget på platformen fra Mitsubishi Space Wagon. Motoren var monteret fortil på tværs og drev forhjulene. For- og baghjulene var separat ophæng på MacPherson-ophæng med hydrauliske teleskopstøddæmpere og stabilisatorer. Bilen var som standard udstyret med femtrins manuel gearkasse, men kunne som ekstraudstyr leveres med firetrins automatgear.
Joice havde som standardudstyr to frontairbags, ABS og nakkestøtter på alle siddepladser. Som ekstraudstyr kunne den leveres med alufælge, klimaautomatik, radio/cd-afspiller og el-ruder foran.
Modellen blev ikke markedsført officielt i Danmark.

## Motorer
I sit første modelår var Joice udstyret med en 2,0-liters firecylindret rækkemotor på 1997 cm³ fra Mitsubishi af typen "Sirius", som opfyldt Euro2 og havde variabel ventilstyring. Den 16-ventilede motor ydede 102 kW (139 hk) ved 6000 omdr./min. ved et maksimalt drejningsmoment på 180 Nm ved 4000 omdr./min. Motoren gav bilen en accelerationstid fra 0 til 100 km/t på 10,5 sekunder og en topfart på 180 km/t. Benzinforbruget lå på 11,1 liter pr. 100 km ved et CO2-udslip på 264 g/km.
I 2000 blev motoren modificeret for at kunne opfylde Euro3. Herved faldt effekten til 88 kW (120 hk) og drejningsmomentet til 167 Nm. Benzinforbruget faldt ligeledes til 9,7 liter pr. 100 km, mens CO2-udslippet forblev uændret. Bilen accelererede fra 0 til 100 km/t på 11,5 sekunder og havde en topfart på 175 km/t.